# Satyrium lupulinum
Satyrium lupulinum é uma espécie de orquídea terrestre pertencente à subtribo Satyriinae, originária da província do Cabo Setentrional, na África do Sul. É planta anual, dotada de poucas raízes que apresentam tubérculos que origina caules, em regra lisos, com poucas folhas. A inflorescência comporta pequenas flores terminais não ressupinadas, com sépalas e pétalas parecidas, unidas na base. O labelo é côncavo prolongando-se em dois calcares na base, raramente quatro. A coluna é variável e auriculada e contém duas polínias. Sua floração aparentemente é estimulada por incêndios ocasionais.